# ナセル・バラジテ
ナセル・バラジテ（Nacer Barazite, 1990年5月27日 - ）は、オランダ・アーネム出身のサッカー選手。ブリーラム・ユナイテッドFC所属。ポジションはMF、FW。

## 経歴
オランダのNECナイメヘンユースチームから2006年夏にアーセナルFCへ加入した。
2007年10月31日のカーリング・カップ、シェフィールド・ユナイテッドFC戦においてトップチームデビューを飾った。
2007-08シーズンのリザーブ＆U-18リーグ、及びFAユースカップでは31試合に出場し18ゴールを決めており、中盤での出場が多い選手ながらその高い得点力は魅力の一つである。
ASモナコとの契約満了後の2014年6月26日、FCユトレヒトに加入し母国へ復帰した。2016-17シーズン終了に伴いユトレヒトを退団した。
2017年7月、イェニ・マラティヤスポルへ加入した。
2018年9月2日、アラビアン・ガルフ・リーグのアル・ジャジーラSCに移籍した。

## 代表歴
各年代別代表に選出された。
その風貌とポジション、プレースタイルからロベール・ピレスの後継者と言われることがある。

## タイトル
アウストリア・ヴィーン
- オーストリア・ブンデスリーガ : 2012-13